# Король, Константин Николаевич
Константин Николаевич Король (укр. Костянтин Миколайович Король; 28 января 1982) — украинский футболист, нападающий. Выступал за ряд крымских команд, таких как: сакское «Динамо», симферопольскую «Таврию» и «Динамо-ИгроСервис», армянский «Титан», калинский «Феникс-Ильичёвец», а также российский белореченский «Химик».

## Биография
В 1997 году выступал за сакское «Динамо» во Второй лиге, в составе команды провёл 4 матча. В 1998 году перешёл в стан симферопольской «Таврии». 24 апреля 1999 года дебютировал в чемпионате Украины в выездном матче против киевского ЦСКА (3:0), Король вышел в конце встречи вместо Анатолия Скворцова. Всего в сезоне 1998/99 провёл 3 матча за «Таврию».
Летом 1999 года стал игроком армянского «Титана» и провёл во Второй лиге 13 игр. В 2000 году находился в составе российского любительского клуба «Химик» из города Белореченск. В начале 2003 года перешёл в симферопольское «Динамо». В сезоне 2003/04 вместе с командой стал победителем Второй лиги, что позволило команде выйти в Первую лигу Украины. По ходу сезона Константин Король успел также сыграть в Высшей лиге Украины за «Таврию», так как «Динамо» тогда было фарм-клубом «Таврии». После выхода в Первую лигу, «Динамо» поменяло название на «Динамо-ИгроСервис». Всего в составе команды провёл 38 матчей.
В 2005 году вместе с калининским клубом «Феникс-Ильичёвец» стал серебряным призёром любительского чемпионата Украины. По ходу турнира Король принял участие в 7 играх. В сезоне 2006/07 помог команде стать серебряным призёром Второй лиги и выйти в Первую лигу Украины. После окончания первой части сезона 2007/08 покинул команду. Всего за «Феникс-Ильичёвец» провёл 37 поединков.

## Достижения
- Победитель Второй лиги Украины (1): 2003/04
- Серебряный призёр Второй лиги Украины (1): 2006/07

## Статистика
| Сезон            | Клуб                 | Лига                | Чемпионат | Чемпионат | Кубок | Кубок |
| Сезон            | Клуб                 | Лига                | Игры      | Голы      | Игры  | Голы  |
| ---------------- | -------------------- | ------------------- | --------- | --------- | ----- | ----- |
| 1996/97          | Динамо (Саки)        | Вторая лига Украины | 4         | 0         |       |       |
| 1997/98          | Таврия               | Высшая лига Украины | 0         | 0         |       |       |
| 1998/99          | Таврия               | Высшая лига Украины | 3         | 0         | 0     | 0     |
| 1999/00          | Титан (Армянск)      | Вторая лига Украины | 13        | 0         | 2     | 0     |
| 2002/03          | Динамо (Симферополь) | Вторая лига Украины | 7         | 0         |       |       |
| 2003/04          | Динамо (Симферополь) | Вторая лига Украины | 24        | 0         | 1     | 0     |
| 2003/04          | Таврия               | Высшая лига Украины | 1         | 0         |       |       |
| 2004/05          | Динамо-ИгроСервис    | Первая лига Украины | 7         | 0         |       |       |
| 2006/07          | Феникс-Ильичёвец     | Вторая лига Украины | 22        | 0         | 1     | 0     |
| 2007/08          | Феникс-Ильичёвец     | Первая лига Украины | 15        | 0         | 1     | 0     |
| Всего за карьеру | Всего за карьеру     | Всего за карьеру    | 96        | 0         | 5     | 0     |